# CRD
CRD là bệnh hen (Chonic Respiratory Disease), còn gọi là bệnh đường hô hấp mãn tính ở các loài gia cầm. Là một bệnh truyền nhiễm, do Mycoplasma gallsepticum gây ra, xảy ra ở mọi lứa tuổi gia cầm.

## Đặc điểm bệnh
Bệnh truyền qua trứng từ đàn bố mẹ đến đời con cháu hoặc lây nhiễm bệnh do gia cầm khỏe tiếp xúc vớ gia cầm bệnh hoặc mầm bệnh từ môi trường…
Khi mắc bệnh, gia cầm ủ rũ, xù lông, kém ăn, gầy xác xơ; chảy nước mũi, hay vẩy mỏ, ho hen, ho “khọec” nhiều về sáng sớm, ban đêm; trường hợp bệnh nặng, gà khó thở, há mỏ để thở; giảm sản lượng trứng, gầy.

## Phòng bệnh
Trước tiên, phải đảm bảo các biện pháp vệ sinh phòng bệnh, an toàn sinh học.
Đặc biệt chú ý, chỉ mua gà từ cơ sở giống tốt, an toàn về bệnh hen để đảm bảo gà bố mẹ không có bệnh hen.
Chuồng nuôi cần đảm bảo thông thoáng, sạch sẽ, khô ráo, ấm về mùa đông, mát về mùa hè.
Mật độ nuôi trong chuồng phù hợp, không nuôi quá dày.
Tiêm văcxin phòng bệnh cho gà khi có điều kiện.

## Điều trị bệnh
Khi gà mắc bệnh, có thể dùng thuốc điều trị: Tylan kết hợp với oxytetracyclin hoặc gentadox, gentacostrim… liều mỗi loại bằng ½ liều hướng dẫn của nhà sản xuất. Bổ sung vitamin, thuốc trợ sức, trợ lực, tăng cường chăm sóc nuôi dưỡng, tăng thông thoáng chuồng nuôi. Khắc phục nguyên nhân làm bệnh tái phát như: nhiệt độ, độ ẩm, độ thông thoáng…